# Zeer kleine getijdenboek van Anna van Bretagne

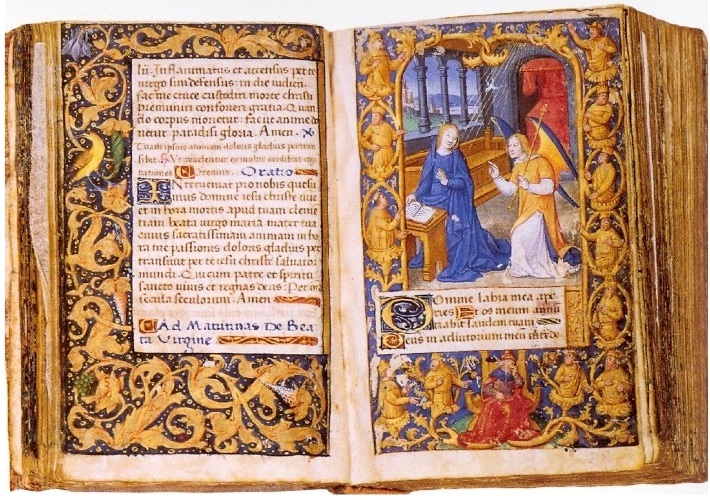
Jean d’Ypres, Annunciatie f28r uit de ‘Zeer kleine getijden van Anna van Bretagne’

Het Zeer kleine getijdenboek van Anna van Bretagne is een verlucht getijdenboek gemaakt omstreeks 1497-1498 in opdracht van Anna van Bretagne en verlucht door de Meester van het getijdenboek van Anna van Bretagne, geïdentificeerd als Jean d’Ypres. Het wordt nu bewaard in de Bibliothèque nationale de France als NAL 3120.

## Beschrijving
Het is een van de kleinste verluchte handschriften die bewaard zijn gebleven, de folia meten 66 x 46 mm en het tekstblok is slechts 40 x 25 mm groot. Het handschrift bestaat uit 162 folia genummerd van 1-163 (na f102 volgt onmiddellijk f104) van fijn perkament. Het bevat 18 (nagenoeg) volbladminiaturen (half blad tot driekwart blad miniatuur met bas de page), 27 kleinere miniaturen en 24 bas de page taferelen in de kalender. Alle bladzijden, behalve die met een volbladminiatuur, zijn omkaderd met een geschilderde marge. Het is geschreven in het Latijn in een Frans schrift dat een Italiaans humanistisch schrift imiteert, in een kolom van 22 lijnen per blad. Het handschrift bevat verschillende Franse gebeden.

## Geschiedenis
Het handschrift bleef in het bezit van Anne tot bij haar dood in 1514. Het verdwijnt dan uit het zicht om 400 jaar later weer op te duiken in het bezit van baron Émile Vitta (1866-1954). Het wordt daarna aangekocht door graaf Guy du Boisrouvray (1903-1980). Diens collectie werd in 1961 door zijn vrouw aan de BnF geschonken.

## Inhoud
Dit getijdenboek onderscheidt zich qua samenstelling tamelijk grondig van het “gemiddelde” getijdenboek in zoverre we daarvan kunnen spreken. De meeste getijdenboeken hebben naast een kalender en de getijden van Onze Lieve Vrouw, een aantal andere getijden zoals de getijden van het Heilig Kruis en de getijden van de Heilige Geest. Over het algemeen vindt men in het boek na de kalender en de uittreksels uit de vier evangelies eerst de volledige Mariagetijden met de acht gebedsstonden. Vervolgens komen bijvoorbeeld de getijden van het Heilig kruis met zijn acht gebedsstonden en daarna de getijden van de Heilige geest weerom met zijn acht gebedsstonden. Daarna volgen de boetepsalmen en de litanie en vervolgens het officie van de doden.
De ‘Zeer kleine getijden van Anna van Bretagne’ zijn compleet anders georganiseerd. Het bevat na de kalender en de uittreksels uit de evangelies de basisgetijden (Mariagetijden, Getijden van het Heilig Kruis en de Getijden van de Heilige Geest), maar die zijn gerangschikt volgens de gebedsstonden. De getijden beginnen met de metten en de lauden, eerst van de Heilige Maagd, vervolgens van het Heilig Kruis en ten slotte van de Heilige Geest. Daarna volgen, na een inleidende miniatuur, de priem van de Mariagetijden, de Kruisgetijden en de Heilig Geestgetijden. Vervolgens komt de sext voor de drie basisgetijden en zo gaat het verder tot de vespers. De Mariagetijden bevatten ook variaties op de Mariagetijden voor de advent en voor de Kersttijd.
Na deze getijden volgen zoals in de klassieke getijdenboeken de zeven boetepsalmen en de litanie en vervolgens het dodenofficie. Het officie voor de doden wordt gevolgd door de suffragia (de gebeden tot de heiligen). Dezelfde indeling vinden we terug in de Grote getijden van Anna van Bretagne

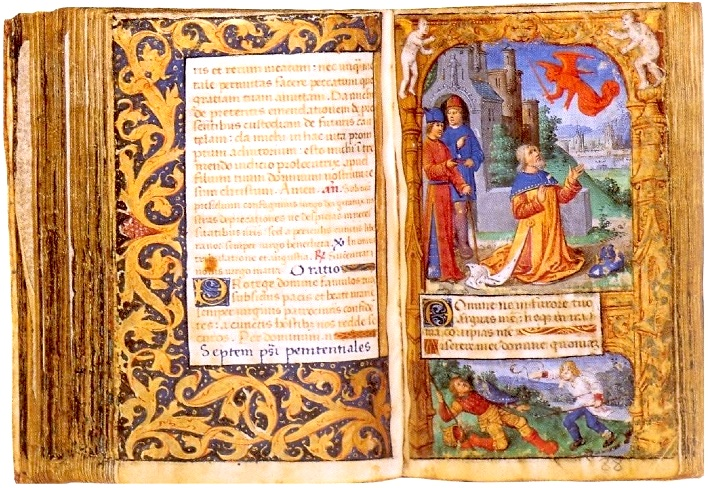
Jean d’Ypres, Boetepsalmen: David in gebed, f88r uit de ‘Zeer kleine getijden van Anna van Bretagne’

### Inhoudslijst
- ff:2r-13v: Kalender, met Franse verzen over de Egyptische dagen.
- ff:15v-19v: Fragmenten uit de vier evangelies.
- ff:20r-26v: "Passio Domini nostri Jesu Christi secundum Johannem" (De passie van Christus volgens Johannes).
- ff:26v-27v: "Stabat mater".
- ff:28r-87v: Kleine Officie van Onze Lieve Vrouw volgens het gebruik van Rome
- ff:88r-101v: Boetepsalmen met litanie (f96r) en gebeden.
- ff:102r-133v: Dodenofficie.
- ff:134r-137r: "De sanctissima Trinitate" (van de Heilige Drievuldigheid).
- ff:137r-139r: "Obsecro te".
- ff:139v-142: "O intemerata".
- ff:142r-142v: "De sancto Michaele".
- ff:142v-143r: "De sancto Johanne Baptista".
- ff:143r-143v: "De sancto Johanne Evangelista".
- ff:143v-144r: "De sanctis Petro et Paulo apostolis".
- ff:144r-144v: "De sancto Jacobo apostolo".
- ff:144v: "De pluribus apostolis" (van meerdere apostelen).
- ff:145r: "De sancto Stephano".
- ff:145v: "De sancto Laurentio".
- ff:145v-146v: "De sancto Christoforo".
- ff:146v-147v: "De sancto Sebastiano".
- ff:147v-148r: "De pluribus martyribus" (van meerdere martelaren).
- ff:148r-148v: "De sancto Claudio".
- ff:149r-149v: "De sancto Anthonio".
- ff:149v-150r: "De sancto Juliano".
- ff:150r-150v: "De sancta Anna".
- ff:150v-151r: "De sancta Magdalena".
- ff:151r-151v: "De sancta Catherina".
- ff:151v-152r: "De sancta  Margaretha".
- ff:152r-152v: "De sancta Barbara".
- ff:152v-153v: "De sancta Apolonia".
- ff:153v-156r: Een aantal devote gebeden (in het Frans).
  - Premierement tu diras au matin quant tu te leveras de ton lict
  - Quant tu ystras hors de ta maison
  - Quant tu seras devant le crucifix
  - Quant on veult recepuoir le precieux corps de Nostre Seigneur Jesu Christ
  - Quant on l'a receu
  - Contre la tempeste
  - Pour le roy
  - Pour impetrer grace de ses pechés
  - Contre les mauvaises pensées
  - Pour quelque tribulation
  - Pour le tien amy qui est mort
  - Pour le pere et la mere
- ff:156c-157v: De zeven devote gebeden van paus Gregorius I.
- ff:157v-159: "De beata Virgine et sororibus ejus"(van de Heilige Maagd en haar zusters).

## De verluchting

### Kalender
In de kalender zijn voor elke maand twee tegenover elkaar liggende bladzijden voorzien. De bladzijde op de versozijde heeft in de linkerbovenhoek de gouden letters “KL” met daarnaast de naam van de maand, het aantal dagen in de maand en in de tweede lijn het aantal dagen in de maancyclus. De kalender heeft drie kolommen, namelijk het gulden getal of numerus aureus, de zondagsletter (Lat. Littera Dominicalis) en het feest of de heilige die op de betrokken dag gevierd wordt. De margeversiering toont grote acanthusbladeren op een gekleurde achtergrond met vogels of drôlerieën. Op beide bladzijden vinden we onderaan het blad een geschilderde scène. Op de versozijde is dit een tafereel dat de werken of genoegens van de maand illustreert, op de rectozijde een afbeelding van het dierenriemteken van de maand.

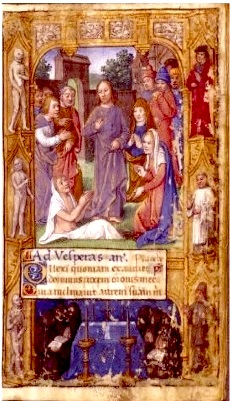
Jean d’Ypres, De opwekking van Lazarus, f102r uit de ‘Zeer kleine getijden van Anna van Bretagne’

### Volbladminiaturen
De volbladminiaturen hebben geen versierde marge maar zijn geplaatst in een uitgebreide omkadering. De miniatuur beslaat ongeveer twee derden van de bladhoogte. Aan de onderzijde is een bas de pageminiatuur toegevoegd, soms in hetzelfde kader, in andere gevallen totaal los van de hoofdminiatuur. Tussen beide prenten zijn soms enkele lijnen tekst ingevoegd.
We vinden de volgende grote miniaturen in het handschrift:
- f15v: boven: De marteling van de heilige Johannes. onder: Johannes op Patmos
- f20r: boven: De gevangenneming van Christus. onder: Jezus biddend in de olijfhof.
- ff28r-73r: Mariagetijden.
  - f28r metten Mariagetijden. boven: Annunciatie. Onderaan zien we Jesse gezeten op een troon en het kader vormt een Boom van Jesse.
  - f40v: lauden Mariagetijden. boven: Visitatie. onder: Wapenschild van Anne van Bretagne gepresenteerd door twee engelen, gecombineerd uit de wapens van Frankrijk en Bretagne met bovenaan een kroon.
  - f48r: metten kruisgetijden. boven: Kruisiging. onder: Graflegging.
  - f49v: metten H.Geestgetijden. boven: Pinkstergebeuren. onder: Twee engelen.
  - f50v: priem Mariagetijden. boven: Kerstgebeuren. onder: ???
  - f54v: terts Mariagetijden. boven: Boodschap aan de herders. onder: ???
  - f58v: sext Mariagetijden. boven: Aanbidding der wijzen. onder: ???
  - f62v: none Mariagetijden. boven: Opdracht in de tempel. onder: ???
  - f66v: vespers Mariagetijden. boven: Vlucht naar Egypte. onder: ???
  - f73r: completen Mariagetijden. boven: Kroning van Maria. onder: ???
- f88r: Boetepsalmen. boven: David in gebed. onder: David verslaat Goliath
- f102r: vespers dodenofficie. boven: Opwekking van Lazarus. onder: Dodendienst.
- f108r: metten dodenofficie. boven: Laatste oordeel. onder: ???
- f134r: boven: Heilige Drievuldigheid
- f156v: De zeven devote gebeden van paus Gregorius I. boven: Gregoriusmis. onder: Twee engelen met de doornenkroon.
- f158r: boven: De Heilige Maagd en haar zusters. onder: De heilige vrouwen aan het graf

### Kleine miniaturen
De kleine miniaturen werden gebruikt om onderverdelingen te maken in bepaalde delen van het getijdenboek te merken, zoals bijvoorbeeld de vier evangelies en de personen van de Heilige Drievuldigheid. Ze zijn zowat het middeleeuwse equivalent van de inhoudslijst. Het grootste deel werd gebruikt voor de illustratie van de suffragia, waar de belangrijke heiligen een afbeelding krijgen. Ze zijn negen lijnen hoog en ongeveer een derde van het tekstblok breed.
- f17r: Lucas de evangelist met de os, zijn symbooldier, schrijvend aan een lessenaar
- f18r: Matteüs de evangelist met zijn symbool de engel, zittend op een bank en schrijvend in een boek
- f19r: Marcus de evangelist met zijn symbooldier de leeuw, schrijvend op een boekrol
- f132v: Geestelijke biddend op een kerkhof
- f134v: God de Vader zitten op een regenboog
- f135r: God de Zoon met de werktuigen van zijn lijden
- f135v: De Heilige Geest in de vorm van een duif
- f136r: Veronica met haar zweetdoek
- f137r: Getroonde Maagd met Kind en twee engelen
- f139v: Piëta
- f142r: De aartsengel Michaël
- f142v: De heilige Johannes de Doper
- f143r: Johannes de evangelist
- f143v: De apostelen Petrus en Paulus
- f144r: de apostel Jacobus
- f145r: De heilige Stefanus
- f145v: De heilige Laurentius
- f147r: De heilige Sebastianus
- f148r: De heilige Claudius
- f149r: De heilige Antonius
- f149v: De heilige Julianus
- f150r: De heilige Anna met Maria
- f150v: De heilige Maria Magdalena
- f151r: De heilige Catharina
- f151v: De heilige Margaretha
- f152r: De heilige Barbara
- f153r: De heilige Apollonia

### Miniaturist
De verluchting van dit getijdenboek wordt toegeschreven aan Jean d’Ypres, vroeger gekend als de “Meester van het zeer kleine getijdenboek van Anne van Bretagne” en onder nog enkele andere noodnamen zoals de “Meester van het roosvenster van de Sainte-Chapelle”, de “Meester van de dame met de Eenhoorn” en de “Meester van de jacht op de eenhoorn”. Jean d’Ypres was de derde van een dynastie van schilders die in Parijs werkzaam waren tussen 1450 en 1508.

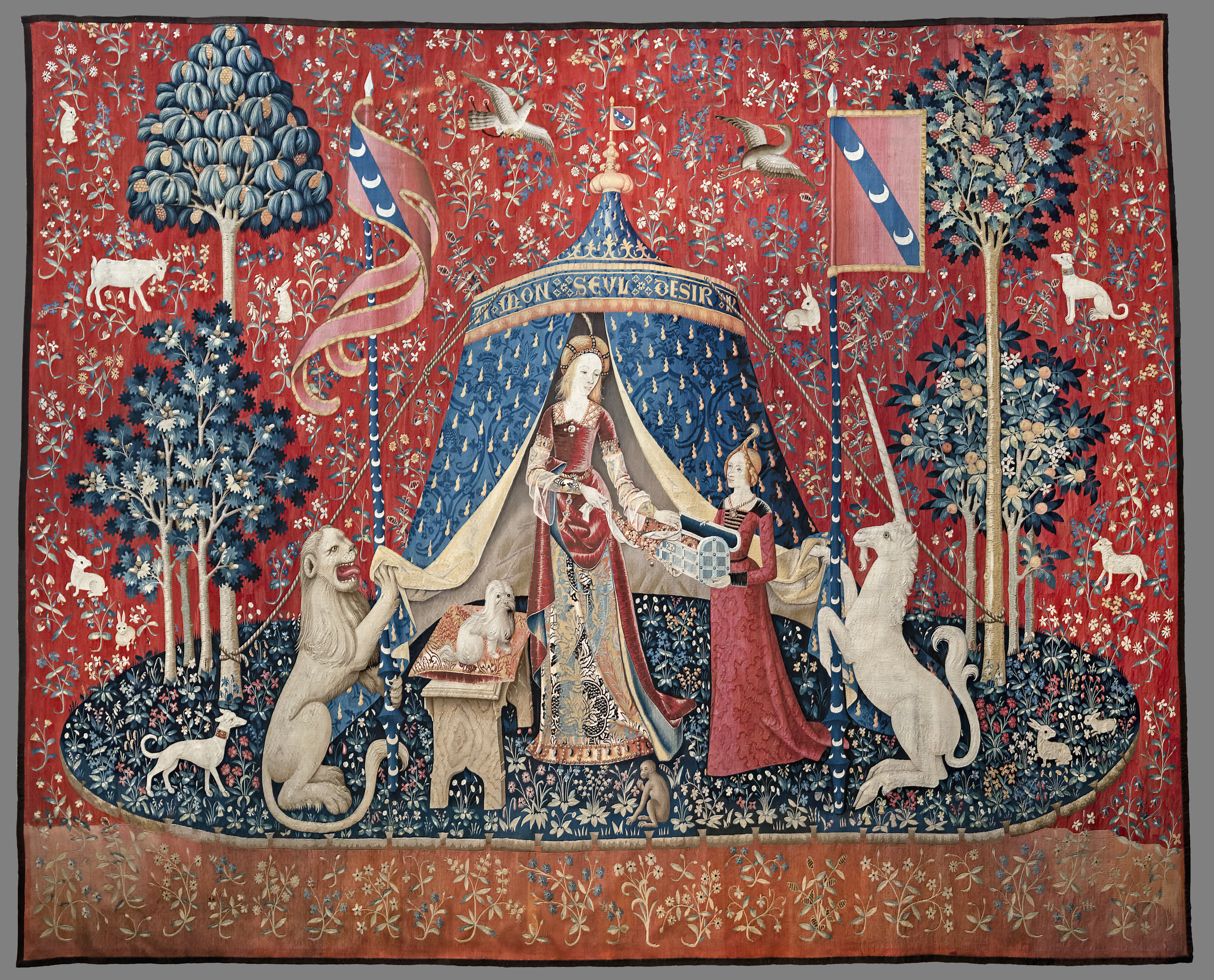
Tapijt ‘Mon seul désir’, uit de cyclus ‘De dame met de eenhoorn’, gebaseerd op een model van Jean d’Ypres.

## Stijlkenmerken
Ondanks de bijzonder kleine afmetingen van dit werk (slechts 66 x 46 mm), hebben de miniaturen alle karakteristieken van de monumentale schilderkunst. Voor dat deze kunstenaar geassocieerd werd met Jean d’Ypres werd al gesteld dat deze meester duidelijk de erfgenaam was van de Coëtivy-meester, alias Nicolaas van Ieper. Hij herneemt de composities en de motieven van zijn voorganger, maar aangepast aan de smaak van zijn tijd, het einde van de 15e eeuw. Zijn personages worden wat langer en eleganter en zijn gekleed volgens de laatste mode. Voor de rest is hij niet vernieuwend ten opzichte van zijn voorganger en blijft hij aanleunen bij Rogier van der Weyden, zowel in het gebruik van het atmosferisch perspectief als in de gezichten die hij overneemt. Zijn kleurgebruik is dan weer conform aan de mode van zijn tijd. De stijl van het “Zeer kleine getijdenboek van Anne van Bretagne” is aan te wijzen in meerdere getijdenboeken die aan de meester en zijn atelier werden toegewezen, soms werden de afbeeldingen bijna letterlijk gekopieerd. We zien dezelfde stijl ook terugkomen in de tekeningen voor de gravures die gebruikt werden voor de versiering van gedrukte boeken.

### Weblinks
- Het Zeer kleine getijdenboek van Anna van Bretagne doorbladeren op Gallica